# Iàkov Neistadt
Iàkov Issaiévitx Neistadt (en rus: Яков Исаевич Нейштадт, també transliterat Jakov Isajevich Nejstadt o Yakov Isaevich Neishtadt; 6 d'octubre de 1923 - 23 de març de 2023) va ser un jugador i escriptor d'escacs soviètic i israelià.

## Biografia
Neistadt va néixer a Moscou el 6 d'octubre de 1923. Durant la Segona Guerra Mundial va ser tinent comandant d'un escamot de fusellers. Va participar en les batalles de Khàrkiv, Krivoy Rog, Kirovograd i Moldàvia, i va ser ferit dues vegades, el 1942 i el 1944.
Neistadt va jugar als escacs a nivell de mestre durant les dècades de 1950 i 1960, i va rebre el títol de Mestre de l'Esport soviètic el 1961. També va rebre el títol de jutge de la categoria d'escacs de tota la Unió el 1975. Va ser secretari executiu de la revista Shakhmaty v SSSR de 1955 a 1973 i editor adjunt, després redactor en cap de la revista 64 de 1974 a 1979. Va escriure llibres sobre una varietat de temes relacionats amb els escacs, incloses les obertures, les combinacions i la història dels escacs. També va fer d'editor general per a les editorials Sportverlag de Berlín, col·laborant amb Mark Taimànov entre d'altres, produint una sèrie de llibres de teoria d'obertures en alemany als anys 70 i 80.
Neishtadt també va ser un gran jugador d'escacs per correspondència, i va liderar l'equip "B" de l'URSS a les 7a i 8a Olimpíades d'escacs per correspondència. Entre 1984 i 1991 va jugar a la 12a final del Campionat del món d'escacs per correspondència, acabant en 7è lloc darrere de Grigori Sanakóiev. Després d'això, va rebre el títol de Mestre Internacional de la ICCF; l'any 2003 aquest títol es va actualitzar al de Mestre Internacional Sènior.
Neistadt va morir el març de 2023, als 99 anys.

## Llibres
- Shakhmaty do Steinitsa (Els escacs abans d'Steinitz) (1961)
- Prinyati Ferzevy Gambit (Gambit de dama acceptat) (1965); edició anglesa de 1997, Cadogan
- Otkazanny Ferzevy Gambit : Klassicheskaya Zashchita 2 ... e7-e6 (Gambit de dama refusat: defensa clàssica 2...e6) (1967)
- Katalanskoye Nachalo (Jugueu la catalana) (1969); edició anglesa de 1987, Pergamon
- Pervya Champion Mira (El primer campió del món) (1971)
- 250 Lovushek i Kombinatsii (250 Trampes i combinacions) (1973)
- Nekorovannye Championy (Campions sense corona) (1975)
- Po Sledam Debyutnykh Katastrof (Catàstrofe a l'obertura) (1979); edició anglesa de 1980, Pergamon
- Shakmatny Praktikum (Practical Chess) (1980)
- Test Your Tactical Ability (1981), Batsford
- Shakhmatny Universitet Paulya Keresa (Paul Keres, Chess Master Class) (1982); edició anglesa de 1983, Pergamon
- Siegbert Tarrasch (1983)
- Zhertva Ferzya (Sacrificis de dama) (1989); edició anglesa de 1991, Pergamon
- Your Move! (1990), Batsford (UK) i Collier (USA)
- Attacking the King (1991), Collier
- Winning Quickly with White (1996), Cadogan
- Winning Quickly with Black (1996), Cadogan
- Win in the Opening! Opening Mistakes and How to Punish Them (1997), Cadogan
- Improve Your Chess Tactics (2012), New in Chess